# NGC 15
NGC 15 es una galaxia espiral localizada en la constelación de Pegaso.

## Descubrimiento
NGC 15 fue descubierta por el astrónomo alemán Albert Marth, el 30 de octubre de 1864.

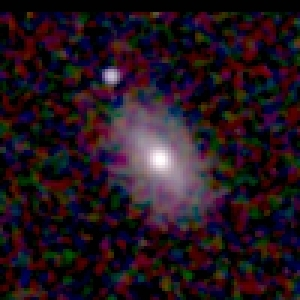
NGC 15 (infrarrojo cercano)